# São Miguel de Carreiras
São Miguel de Carreiras ist ein Ort und eine ehemalige Gemeinde (Freguesia) im Norden Portugals.

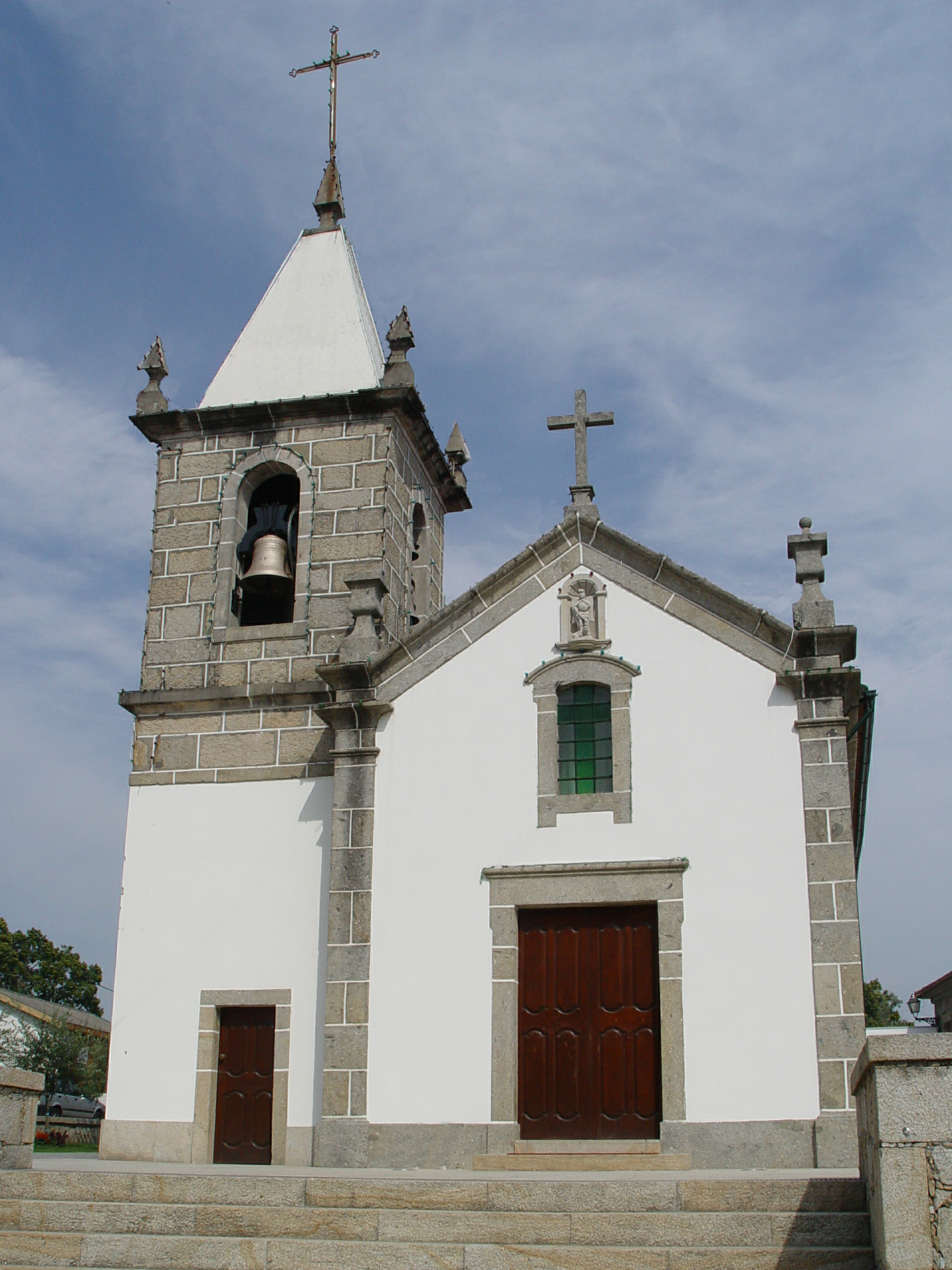
Kirche São Miguel in Carreiras

São Miguel de Carreiras gehört zum Kreis Vila Verde im Distrikt Braga. Die Gemeinde hatte eine Fläche von 1,97 km² und 551 Einwohner (Stand 30. Juni 2011).
Am 29. September 2013 wurden die Gemeinden Carreiras (São Miguel) und Carreiras (Santiago) zur neuen Gemeinde União das Freguesias de Carreiras (São Miguel) e Carreiras (Santiago) zusammengeschlossen.

## Bauwerke
- Penegateturm